# Fairfield (Washington)
Fairfield es un pueblo ubicado en el condado de Spokane en el estado estadounidense de Washington. En el año 2000 tenía una población de 494 habitantes y una densidad poblacional de 303,5 personas por km².

## Geografía
Fairfield se encuentra ubicada en las coordenadas 47°23′8″N 117°10′26″O / 47.38556, -117.17389.

## Demografía
Según la Oficina del Censo en 2000 los ingresos medios por hogar en la localidad eran de $29.545, y los ingresos medios por familia eran $40.694. Los hombres tenían unos ingresos medios de $30.625 frente a los $23.250 para las mujeres. La renta per cápita para la localidad era de $14.022. Alrededor del 20,5% de la población estaban por debajo del umbral de pobreza.